# Haukkasaari (ö i Finland, Södra Savolax, Nyslott, lat 61,91, long 28,79)
Haukkasaari är en ö i Finland. Den ligger i sjön Haukivesi och i kommunen Nyslott i  landskapet Södra Savolax, i den sydöstra delen av landet, 280 km nordost om huvudstaden Helsingfors. Öns area är 14,1 hektar och dess största längd är 0,6 kilometer i öst-västlig riktning.